# 21680 Richardschwartz
21680 Richardschwartz (1999 RS31) là một tiểu hành tinh vành đai chính.